# Philipp Rudolf
Philipp Rudolf (ur. 2 marca 1901 w Grabowcach, pow. Stryj, w ówczesnej Galicji, zm. 28 grudnia 1983 roku w Eberbach) – nauczyciel, autor historii Solca Kujawskiego. 
Rodzicami Philippa Rudolfa byli Peter Rudolf i Katharina z domu Wagemann. Ojciec był rolnikiem i szewcem. W 1908 roku jego rodzice przenieśli się do Siemkowa w powiecie świeckim na Pomorzu Gdańskim. Uczęszczał do seminarium nauczycielskim w Malborku. W latach 1922–1925 pełnił funkcję nauczyciela, a następnie kierownika niemieckiej szkoły podstawowej w Solcu Kujawskim i organisty w miejscowym kościele ewangelickim. 
W latach 1925–1930 został nauczycielem w niemieckim liceum im. Dregera w Bydgoszczy. Jednocześnie w latach 1925–1940 pełnił obowiązki redaktora "Niemieckiej Gazety Szkolnej w Polsce". 
W latach 1930–1934 podjął studia na Uniwersytecie we Wrocławiu, na Uniwersytecie w Hamburgu oraz w Wyższej Szkole Technicznej w Gdańsku. Studiował romanistykę, historię, i anglistykę. W roku 1933 uzyskał tytuł doktora filozofii na Uniwersytecie w Hamburgu. W 1935 roku zdał egzaminy z języka francuskiego, historii i języka angielskiego a w roku 1939 egzamin pedagogiczny w Gdańsku. 
W latach 1940–1945 sprawował funkcję dyrektora szkoły średniej im. Mikołaja Kopernika w Toruniu. Na początku 1945 roku zaciągnięty został do wojska z którego dostał się do niewoli brytyjskiej. Po wojnie w latach 1946–1954 był nauczycielem gimnazjalnym w Bremie, a następnie, do chwili przejścia w stan spoczynku w 1966 roku jego dyrektorem. 
Zmarł 28 grudnia 1983 roku w Eberbach, pow. Heidelberg; pochowano go w Moguncji.
Jego syn Walter Rudolf jest niemieckim profesorem prawa.